# Філіппов Валерій Володимирович
Валерій Filippow, ros. Валерій Володимирович Філіппов (нар. 28 листопада 1975) — російський шахіст, гросмейстер від 1996 року.

## Шахова кар'єра
Значних успіхів почав досягати в середині 1990-х років. 1995 року переміг на турнірі за круговою системою в Кемерово, також посів 3-тє місце (позаду Юрія Шульмана і Віктора Бологана) у Владивостоці, а наступного року поділив 1-ше місце (разом з Семеном двойрісом) в Омську і посів 3-тє місце в Гіструпі (позаду Юрія Яковича і Олексія Александрова). 1997 року поділив 2-ге місце (позаду Володимира Маланюка, разом з Андрієм Харитоновим) у фіналі Кубка Росії, а в 1998 році в цих змаганнях посів 3-тє місце (позаду Вадима Звягінцева і Олександра Морозевича). Того ж року виступив у складі другої збірної Росії на розіграній в Елісті шаховій олімпіаді, а в 1999 році на першій дошці збірної країни на командному чемпіонаті Європи в Батумі. 2000 року виборов у Варні звання чемпіона світу серед студентів, переміг на Меморіалі Карлоса Торре в Меріді і на меморіалі Михайла Чигоріна в Санкт-Петербурзі (разом із, зокрема, Євгеном Наєром і Максимом Сорокіним), у 2001 році поділив 1-ше місце (разом з Валерієм Поповим) в наступному фіналі Кубка Росії, який відбувся в Казані, а в 2002 році вдруге в кар'єрі переміг на меморіалі Карлоса Торре. 2004 року досягнув одного з найбільших успіхів в кар'єрі, здобувши перемогу (разом з Сергієм Рублевським і Рафаелем Ваганяном) на турнірі за швейцарською системою Аерофлот опен у Москві. Також виступив на розіграному в Триполі чемпіонаті світу за версією ФІДЕ, який проходив за олімпійською системою, досягнувши 3-го раунду (в перших двох переміг Деніеля кампору і Люка ван Велі, а в третьому програв Олександрові Грищуку).
Найвищий рейтинг Ело в кар'єрі мав станом на 1 квітня 2004 року, досягнувши 2639 очок займав тоді 53-тє місце в світовому рейтинг-листі ФІДЕ.